# Playboy Jazz Festival

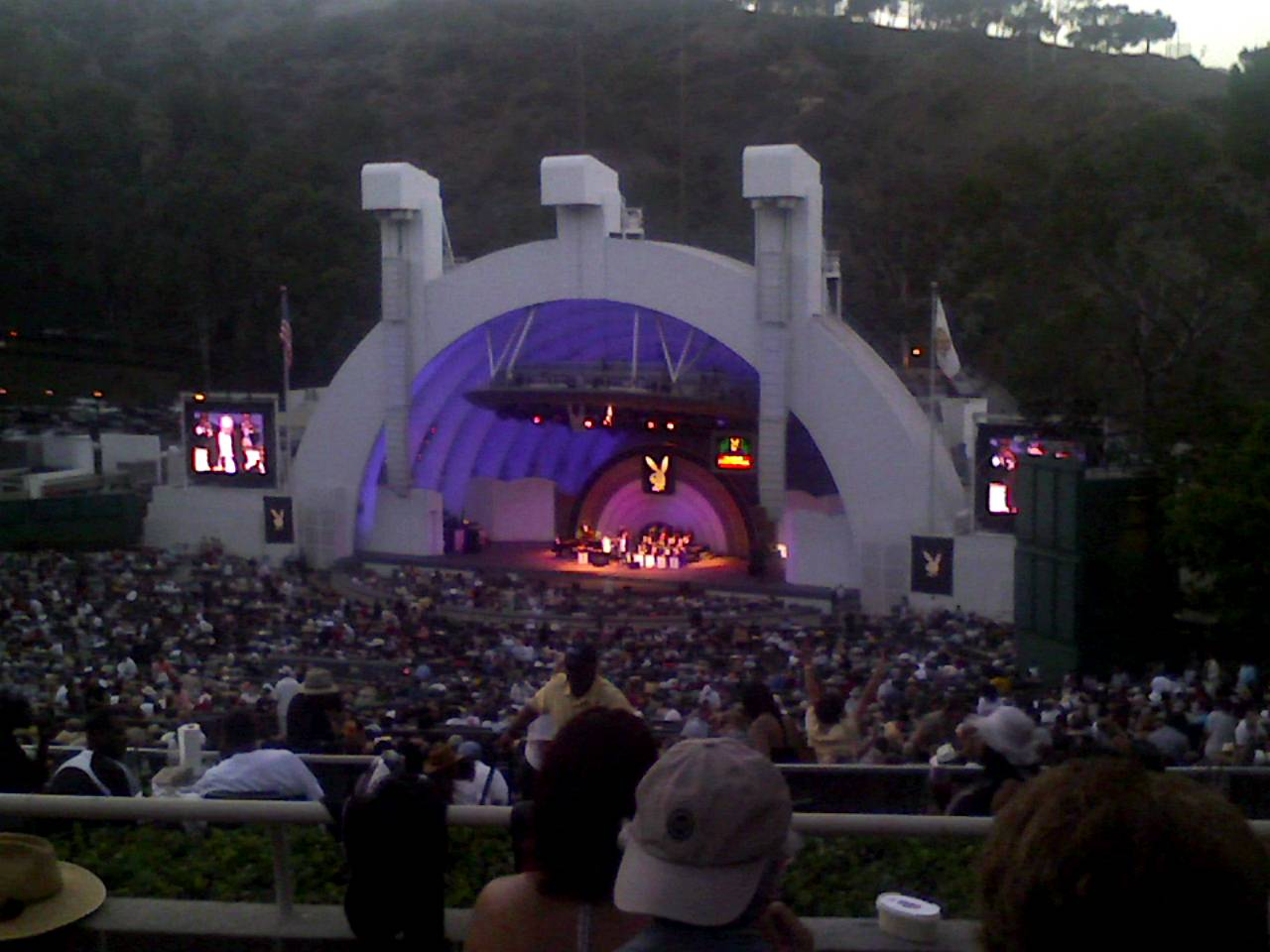
Playboy Jazz Festival 2007

Das Playboy Jazz Festival ist ein seit 1959 bestehendes Musikfestival, das früher in Chicago und heute im Hollywood Bowl in Los Angeles stattfindet. Auf dem Festival werden neben Jazz auch andere Musikrichtungen präsentiert, so afrikanische Musik (zuerst King Sunny Adé 1988, 1998) und Gospel – Andre Crouch 1986, Take 6 1989), Zydeco Musik (Buckwheat Zydeco 1989), Hip-Hop (DaKAH 2005), Soul (Isaac Hayes u. a.), Rhythm & Blues (Sharon Jones mit den Dap Kings 2009) oder kubanische Musik (Cachao 1995, Chucho Valdés mit Irakere 1996, Los Van Van 1997).

## Geschichte
Playboy-Gründer Hugh Hefner, ein Jazzfan, hatte ab 1957 den Playboy Jazz Poll in seinem Magazin veröffentlicht und veranstaltete am 7., 8. und 9. August 1959 ein erstes Festival im Chicago Stadium in Chicago, das 68.000 Besucher anlockte. Es traten die Orchester von Stan Kenton, Count Basie (dessen Konzert am 8. August auch zur Feier seines 25-jährigen Jubiläums als Bandleader war) und Duke Ellington auf, das Dave Brubeck Quartett und das Quintett von Dizzy Gillespie. Außerdem traten auf: Sonny Rollins, June Christy, Chris Connor, Jack Teagarden, Nina Simone, Dakota Staton, Jimmy Giuffre, J. J. Johnson, Kai Winding, Coleman Hawkins, Red Nichols, George Brunis, die Austin High Gang, Earl Bostic, Oscar Peterson, die Dukes of Dixieland, Joe Williams, Jimmy Rushing, The Four Freshmen, Lambert, Hendricks & Ross (mit Basie, wie schon am 2. Juli beim Newport Jazz Festival), Ahmad Jamal, Don Elliott, David Allyn, The Signatures, Mort Sahl und Bobby Darin. Am ersten Abend traten das Miles Davis Quintett auf und am letzten Abend die Louis Armstrong All Stars und Ella Fitzgerald. Ein ähnliches Konzert veranstaltete Hefner auch in Los Angeles. Regelmäßige Festivals fanden ab 1979 im Hollywood Bowl statt. Es findet an zwei Tagen am Vatertagswochenende Mitte Juni statt. Seit seiner Gründung zieht es zehntausende Zuschauer an (z. B. 1985 36.000).
Ausführender Produzent des Playboy Jazz Festival war der Vizepräsident des Unternehmens und Vorsitzende der Playboy-Produktionsfirma Alta Loma Entertainment, Dick Rosenzweig, der 2020 starb.
1981 hatte hier Helen Humes ihren letzten Auftritt mit dem Count Basie Orchestra und Joe Williams. Count Basie trat beim ersten Festival 1959 auf sowie 1979, 1981 und 1983 und anlässlich seines Todes wurde das 1984 Festival ihm gewidmet (1984  wurde auch an Willie Bobo erinnert). 1984 war Bill Cosby der Emcee und es traten unter anderem Ray Charles und Mel Tormé mit der Shorty Rogers Reunion Band auf. 1985 trat Miles Davis auf (wie schon 1959) und es fand ein Jazz-Nachwuchswettbewerb statt (Hennessy Jazz Search Competition). Das 1986er Konzert war dem gerade verstorbenen Benny Goodman gewidmet, der 1979 und 1980 auf dem Festival auftrat, und 1987 wurde Lionel Hampton geehrt. Dianne Reeves trat 1985 als Teil von Sing Sing Sing und 1989 solo auf. 1996 gab es ein Tribute an Dizzy Gillespie mit der Lalo Schifrin Big Band (Gillespiana Suite) und 1999 an die Adderley-Brüder. 2002 traten Pete Fountain mit dem Preservation Hall Orchestra aus New Orleans auf.
Weiter traten unter anderem auf: Ella Fitzgerald (1959), Terry Gibbs Dream Band (1989), Herbie Hancock, Chick Corea (1990 mit seiner Elektrik und Akoustic Band), Pat Metheny, Dave Holland, Jay McShann (1990 mit Joe Williams), Béla Fleck and the Flecktones, The Manhattan Transfer (1992), Mario Bauzá, Grover Washington, McCoy Tyner, Weather Report, Al Jarreau (1993, 1994, 1998, und 2003 mit Dave Brubeck Take Five), Patti Austin, Hubert Laws, Marcus Miller, David Sanborn, Tony Bennett (1996), J. J. Johnson (1996), Etta James, Bruce Hornsby, George Benson (1997), Wynton Marsalis (1998), Nancy Wilson, Lou Rawls, Michael Brecker, Lizz Wright (2003), Renee Olstead, Hugh Masekela, das Thad Jones/Mel Lewis Orchestra (2005 mit Dee Dee Bridgewater), Jamie Cullum (2006), Stanley Clarke/George Duke (2006), Terence Blanchard (2007), Angélique Kidjo, Buddy Guy, Tower of Power (2008), Esperanza Spalding (2009), Alfredo Rodriguez.
1991 wurde erstmals auch als Ableger ein gleichnamiges Festival in Japan durchgeführt. Ab 1992 gab es landesweite Radioübertragungen des Festivals. 1994 schloss sich dem Festival eine US-Tour an.

## Aktueller Stand

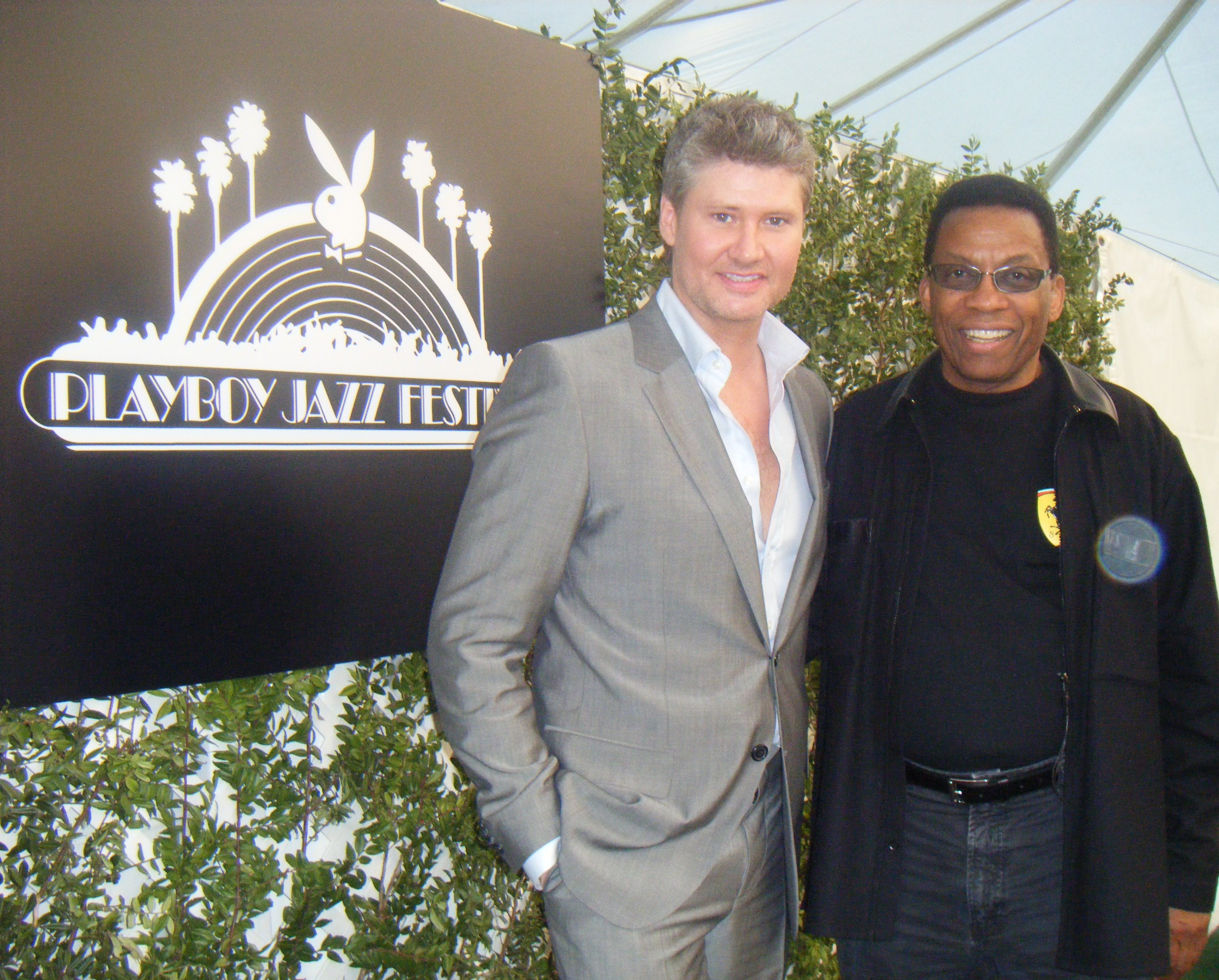
Saxophonist Michael Lington und Herbie Hancock (rechts) auf dem Festival 2008

2010 traten unter anderem auf die Vokalgruppe Naturally 7, Trombone Shorty und Ukulele-Musiker Jake Shimabukuro.
2011 traten auf Terence Blanchard mit The Roots, Dianne Reeves, das Eddie Palmieri Salsa Orchestra, SFJazz Collective (mit Musik von Stevie Wonder), Fourplay (Bob James, Nathan East, Chuck Loeb, Harvey Mason), Bill Cosby´s Cos of Good Music (mit Geri Allen), Ambrose Akinmusire, Naturally 7, Terence Blanchard, Geri Allen mit ihrer Timeline Band, John Scofield und Robben Ford, Carlos Varela, Bill Cunliffe und die Resonance Big Band, Harmony 3 mit Ronnie Laws, Walter Beasley und Stanley Jordan und Tributes an New Orleans und James Brown (mit afrikanischen Musikern und Pee Wee Ellis).  Bill Cosby war Emcee.
2012 traten unter anderem auf die Christian McBride Big Band, Ozomatli, Sheila E., Boney James, Sharon Jones und die Dap Kings, Soul Rebels, Terri Lyne Carrington´s Mosaic Project, Keb’ Mo’, die Ramsey Lewis Electric Band, das Preservation Hall Orchestra, Spectrum Road mit Cindy Blackman und John Medeski, Robin Thicke und The Cookers. Emcee war wieder Bill Cosby, der auch seine Cos of Good Music zusammenstellte.
2013 traten auf George Duke mit Jeffrey Osborne, Naturally 7 mit Herbie Hancock, Angelique Kidjo mit Hugh Masekela, die Poncho Sanchez Big Band (mit einem lateinamerikanischen John Coltrane Tribute) mit James Carter, die Big Phat Band von Gordon Goodwin mit Lee Ritenour, Gregory Porter, Robert Glasper Experiment, das Grace Kelly Quintet mit Phil Woods und die Pedrito Martinez Group.

## Diskographische Hinweise
- Count Basie Orchester: Count Basie in Person, mit Lambert, Hendricks & Ross, Natural Organic 7002 (Playboy Jazz Festival 1959)
- Playboy Jazz All Stars Vol.3, Playboy PB1959B, darin vom Playboy Jazz Festival 1959:
  - Oscar Peterson The Golden Striker, Ella Fitzgerald How High The Moon (mit Lou Levy, Herb Ellis, Wilfred Middlebrooks, Gus Johnson), Jimmy Giuffre Mighty Cool Penthouse (mit Hank Jones, Ed Thigpen, Ray Brown)
- In Performance at the Playboy Jazz Festival, Elektra Musician 60298-1-1, 1984, 2 LP (Live at the Hollywood Bowl 19. und 20. Juni 1982, mit Art Farmer/Benny Golson Jazztet und Nancy Wilson, The Great Quartet (McCoy Tyner, Freddie Hubbard, Ron Carter, Elvin Jones), Pieces of a Dream (James Lloyd, Cedric Napoleon Bass, Curtis Harmon Schlagzeug), Dexter Gordon Quintet (mit Woody Shaw), Weather Report (Wayne Shorter, Joe Zawinul) und Manhattan Transfer (Birdland), Grover Washington)[6]
- Coleman Hawkins-Hawk, Shoestring SS107 (mit Aufnahmen vom Playboy Jazz Festival 1959, u. a. Body and Soul, mit Eddie Higgins, Bob Cranshaw, Walter Perkins), die Aufnahmen sind auch bei Verve und Spotlight erschienen
- Miles Davis Unissued at Birdland 1952-1959, RLR Records 88666, darin So What, Live Chicago Stadium 7. August 1959 (mit Cannonball Adderley, Wynton Kelly, Paul Chambers, Jimmy Cobb)
- Von den Playboy Jazz Festivals 1982, 1984, 1993, 1994 und dem Playboy Jazz Festival in Japan 1991 existieren auch DVDs[7]